# Османоглу, Неджла
Неджла́ Хибетулла́х-султа́н также известна как Неджла Хибетуллах Османоглу (тур. Necla Hibetullah Osmanoğlu ; 15 мая 1926 года — 16 октября 2006 года) — внучка по материнской линии последнего османского султана Мехмеда Вахидеддина и по отцовской линии последнего халифа из династии Османов Абдул-Меджида II.

## Имя
Узнав о её рождении, её дед по отцовской линии халиф Абдул-Меджид назвал её Хибетуллах, а её дед по материнской линии, султан Вахидеддин, отправил телеграмму из Сан-Ремо, Италия, в которой передал своё благословение и назвал новорождённую Неджла. Отсюда имя девочки было «Неджла Хибетуллах» (осман. نجله هبت الله سلطان‎ ; "Жемчужина" и "Дар Аллаха").

## Биография
Неджла Хибетуллах родилась в Ницце, когда её родители находились в изгнании. Её отцом был шехзаде Омер Фарук — единственный сын и старший ребёнок последнего халифа из династии Османов Абдул-Меджида II; матерью — Рукие Сабиха-султан — младшая дочь последнего султана Османской империи Мехмеда VI. Неджла была младшим ребёнком в семье; у неё было две сестры: Зехра Ханзаде-султан (1923—1998) и Фатьма Неслишах-султан (1921—2012).
Детство и юность Неджлы прошли во Франции. Позже семья перебралась в Египет. В 1943 году  Неджла вышла замуж за члена египетской династии принца Амр Ибрагима. В 1952 году появился на свет их единственный сын Осман Рыфат. В 1952 году после революции Неджла с мужем и сыном была вынуждена покинуть Египет. Семья переехала в Швейцарию.
Неджла умерла в возрасте 80 лет в Мадриде. Похороны султанши были проведены в Турции на кладбище Ашиян в Стамбуле.